# Ernst Suter

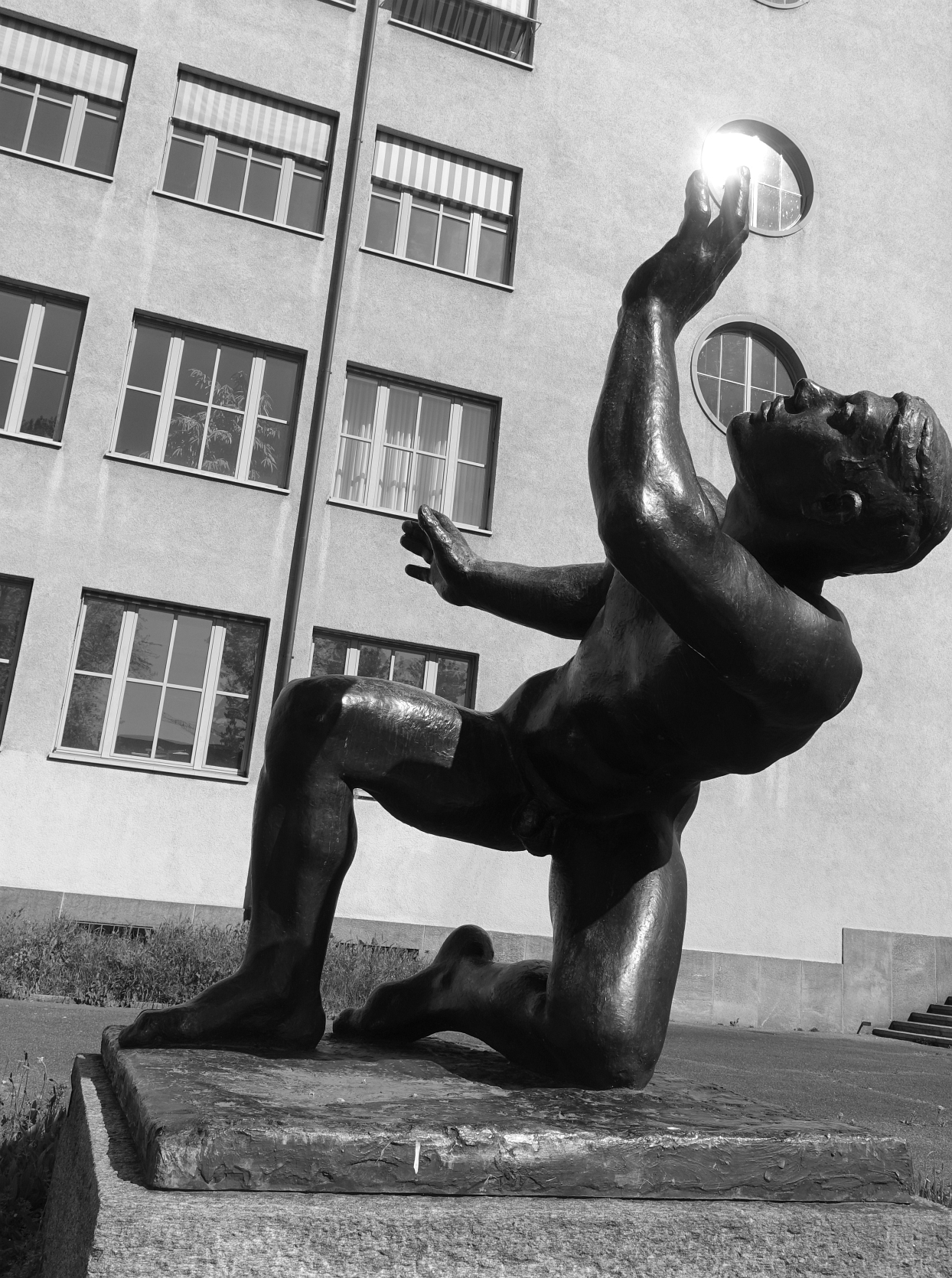
Kampf mit dem Engel, 1947

Ernst Suter (* 16. Juni 1904 in Basel; † 30. April 1987 in Aarau) war ein Schweizer Bildhauer, Keramiker und Plastiker.

## Leben und Werk
Ernst Suter wuchs in einer Basler Bürgerfamilie in der Stadt Basel auf. Noch bevor er das Matura-Zeugnis erhalten hatte, musste er wegen seiner Teilnahme an einer Schülerrevolte die Kantonsschule verlassen. Danach machte er eine Bildhauerlehre bei Jakob Probst, mit dem ihn eine lebenslange Freundschaft verband. Für sein weiteres Studium ging er 1923 nach Paris. Dort war sein erster Lehrer Henri Bouchard (1875–1960). Anschliessend ging er zu Paul Landowsky. Er belegte Kurse an der Académie Julian und der Académie de la Grande Chaumière. Bei Aristide Maillol in Marly-le-Roi arbeitete er während zweier Jahre bis 1926 als Geselle, danach betrieb er ein eigenes Atelier. Mit seinem Freund Wilhelm Gimmi (1886–1965) war er oft zu Gast bei John Friedrich Vuilleumier und traf sich häufig mit seinem Künstlerkollegen Charles Häusermann (1886–1938). 1934 kehrte Suter nach Basel zurück.
1939 heiratete Suter seine zweite Frau, die Ärztin Anna Ernst. Ab 1946 lebte er mit seiner Familie in Aarau. Suter war im 20. Jahrhundert mit Eduard Spörri der wichtigste Bildhauer der gegenständlichen alten Schule. Er hat im öffentlichen Raum im Aargau und besonders in Aarau viel gestaltet und mit dem Basler Architekten Rudolf Christ (1895–1975) zusammengearbeitet. Hans Geissberger und Hugo Weber waren Schüler von Suter.
Suters Grab befindet sich auf dem Friedhof Aarau. Die Grabskulptur Verena mit Kamm und Krug ist identisch mit der, die auf der Rheinbrücke Zurzach–Rheinheim zu sehen ist.

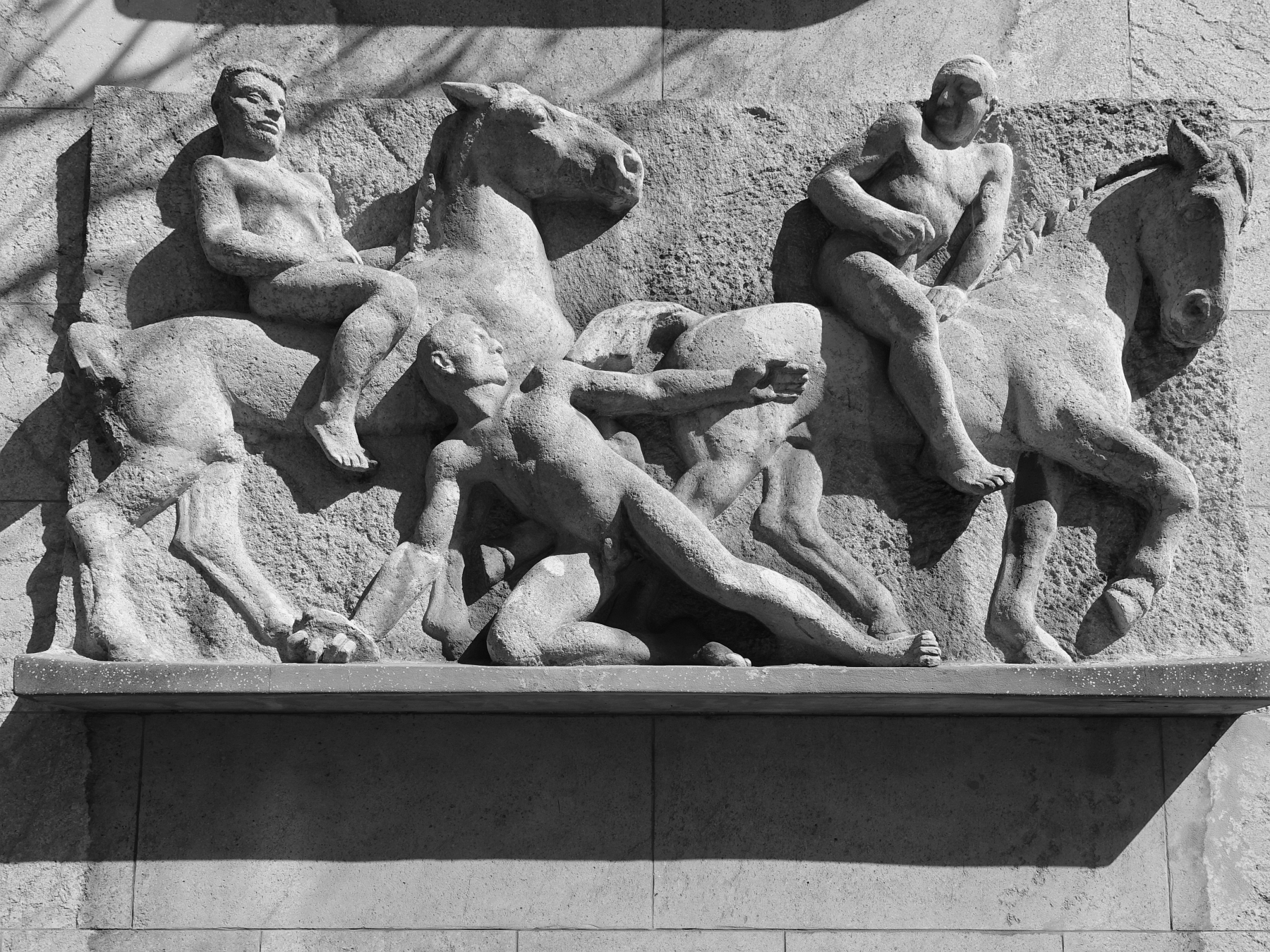
Steinwurf des Arnold Schick in der Schlacht bei St. Jakob an der Birs, 1944

## Werkauswahl

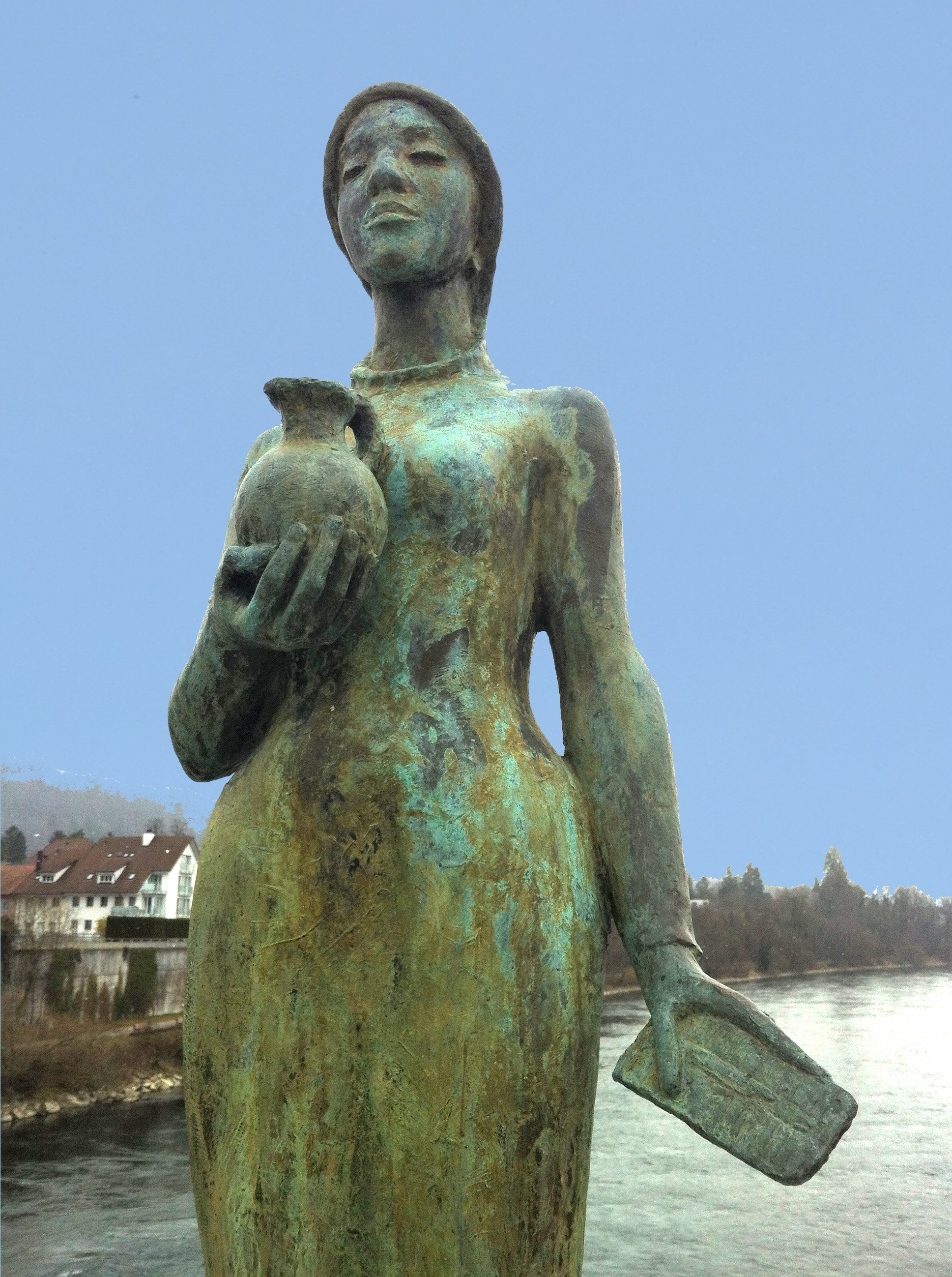
Verena mit Kamm und Krug auf der Rheinbrücke Zurzach–Rheinheim.

- Verena mit Kamm und Krug auf der Rheinbrücke Zurzach–Rheinheim.1941: Jubiläumstaler aus Silber 650 Jahre Schweizerische Eidgenossenschaft[2]
- 1943: Arbeiter, Grabskulptur für Fritz Hauser, Friedhof am Hörnli Riehen
- 1943/44: St. Jakob an der Birs, Relief an der National Versicherung, Basel
- 1947: Kampf mit dem Engel, Wirtschaftsgymnasium Basel
- 1949: Wehrmänner-Denkmal, Aarau
- 1952: Güggelbrunnen, Bronze und Granit, Gönhardschulhaus Aarau
- 1954–1958: Hermann Obrecht-Denkmal, Grenchen
- 1956: Meerjungfrau, Städtisches Rathaus Aarau
- 1963: Relief, Aluminiumwerk, Menziken
- 1972: St. Nikolaus, Schutzpatron der Flösser, Döttingen
- 1977: Träumer, Aarau
- 1978: Verena mit Kamm und Krug, Bad-Zurzach
- 1982:  Kletterer, Aarau

## Ausstellungen (Auswahl)

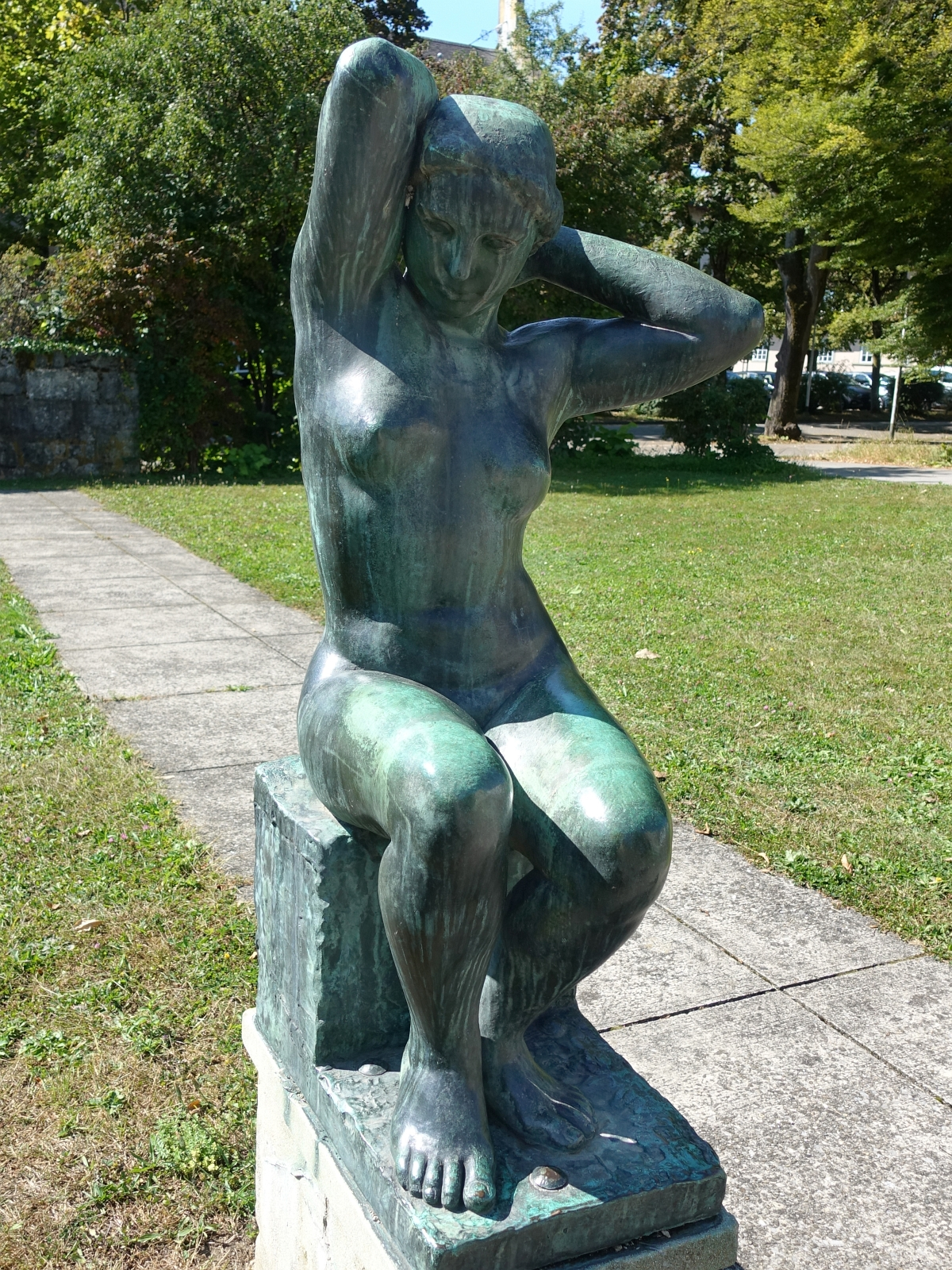
Femme assise, Kunstmuseum Solothurn.

- Femme assise, Kunstmuseum Solothurn.1925: 16. Nationale Kunstausstellung, Kunsthaus Zürich
- 1927: Turnusausstellung des Schweizer Kunstvereins, Kunsthalle Bern
- 1931: 18. Nationale Ausstellung, Palais des Expositions, Genf
- 1933: «Basler Maler und Bildhauer», Kunsthalle Basel
- 1933: 19. Nationale Kunstausstellung, Kunstmuseum Bern
- 1939: Schweizerische Landesausstellung, Zürich
- 1943: 19. Ausstellung der Gesellschaft Schweizerischer Maler, Bildhauer und Architekten, (GSMBA) Kunsthaus Zürich
- 1944: «Schweizer Malerei und Bildhauerei seit Hodler», Kunstmuseum Bern
- 1945: Ernst Suter, Albert Schnyder, Rudolf Zender; Kunstmuseum Winterthur
- 1945: «Jüngere Basler Maler», Ernst Suter, Kunstmuseum Luzern
- 1950: 25. Biennale in Venedig
- 1951: Schweizerische Kunstausstellung, Kunsthalle Bern
- 1954: 1. Schweizer Plastik-Ausstellung, Biel
- 1956: Schweizerische Kunstausstellung, Mustermesse Basel
- 1958: 2. Schweizer Plastik-Ausstellung, Biel
- 1963: 27. GSMBA Ausstellung. Kunsthaus und Helmhaus Zürich
- 1965: Ernst Suter, Wilhelm Gimmi; Galerie Verena Müller, Bern
- 1965: Ernst Suter, Wilhelm Gimmi; Galerie 6, Aarau
- 1972: Ernst Suter, Hans Rudolf Schiess; Galerie 6, Aarau
- 1974: Ernst Suter, Adolf Weber; Aargauer Kunsthaus, Aarau
- 1974: Ernst Suter, Romolo Esposito; Galerie 6 Aarau
- 1976: Ernst Suter, Karl Glatt, Gian Casty, Fritz Ryser, Kunsthalle Basel
- 1976: Ernst Suter, Walter Sautter; Kunstsalon Wolfsberg, Zürich
- 1977: Ernst Suter, Werner Holenstein, Gluri-Suter-Huus, Wettingen
- 1978: Ernst Suter, Romolo Esposito; Galerie 6, Aarau
- 1978: Weihnachtsausstellung, Lob der Vielfalt. Aargauer Künstler, Aargauer Kunsthaus, Aarau
- 1980: Aargauer Künstler, Aargauer Kunsthaus, Aarau
- 1981: Ausstellungsprojekt Dreissiger Jahre Schweiz, Aargauer Kunsthaus, Aarau
- 1983: Ernst Suter, Fritz Ryser; Galerie zur alten Kanzlei, Zofingen
- 1984: Ernst Suter, Joseph Zimmermann; Galerie zum Elephanten, Zurzach
- 1988: Ernst Suter, Max Hunziker; Galerie 6, Aarau
- 1999: Werke aus dem Nachlass. Neue Galerie, Carlo Mettauer, Konrad Oehler, Aarau
- 2008: Kunst auf der Hand. Die Schweizer Medaille im 20. und 21. Jahrhundert, Münzkabinett und Antikensammlung der Stadt Winterthur